# Dianthidium simile
Dianthidium simile är en biart som först beskrevs av Cresson 1864.  Dianthidium simile ingår i släktet Dianthidium och familjen buksamlarbin. Inga underarter finns listade i Catalogue of Life.